# ستيفن رايس (ملحن)
ستيفن رايس (بالإنجليزية: Steven Rice)‏ هو ملحن أمريكي، ولد في 1979.